# Chaix
Chaix is een plaats en voormalige gemeente in het Franse departement Vendée in de regio Pays de la Loire en telt 409 inwoners (2004). De plaats maakt deel uit van het arrondissement Fontenay-le-Comte. 

## Geschiedenis
Chaix is op 1 januari 2017 gefuseerd met de gemeente Auzay tot de gemeente Auchay-sur-Vendée. 

## Geografie
De oppervlakte van Chaix bedraagt 7,3 km², de bevolkingsdichtheid is 56,0 inwoners per km².
De onderstaande kaart toont de ligging van Chaix met de belangrijkste infrastructuur en aangrenzende gemeenten.

## Demografie
Onderstaande figuur toont het verloop van het inwonertal.